# Asunción Bastida
Asunción Bastida Pibernat (Barcelona, 6 de abril de 1902-8 de octubre de 1995) fue una diseñadora de moda española de alta costura cooperativa. Una diseñadora innovadora, que se considera fue la introductora en España del uso del algodón para la playa, la calle y los vestidos de fiesta, así como la apertura de boutiques de deportes.

## Biografía
Contrajo matrimonio con Marcelino Mases i Cabeza en 1926 y abrió un negocio de prendas de punto en paseo de Gracia de Barcelona. Más tarde se trasladó a la Gran Vía, bajo el nombre de Modas Mases de Asunción Bastida, dedicada a la alta costura. En 1934, abrió una sucursal en Madrid. Con el estallido de la guerra civil española cerró sus dos establecimientos. En 1939, viajó a Italia, donde mantuvo contacto con las grandes casas de moda de Milán y Roma y reabrió su casa de Barcelona al final del año.

## Empresaria
Fue miembro inicial de la Cooperativa de Alta Costura. Reabrió su establecimiento de Madrid y, también, realizó desfiles regulares en Sevilla. Perteneció al núcleo selecto de los llamados "cinco grandes" de la mencionada Cooperativa de Alta Costura. Bastida llegó a tener la autorización oficial de Christian Dior para reproducir sus modelos y poderlos firmar con la marca Dior. En el marco de las actividades internacionales de la Cooperativa, Bastida presentó colecciones en Estados Unidos durante la década de 1960, entre otras ocasiones, en 1963 en Miami y en 1965 en Nueva York. Trabajó para el cine español, como creadora de vestuario de los años cuarenta y cincuenta.
En la década de 1950, produjo en España la línea joven llamada a Jeunes hijas, del diseñador francés Jacques Heim. Asunción Bastida fue una de las primeras casas de alta costura en dedicar una sección de boutique y pret-à-porter en la década de 1950. De 1952 a 1968, fue directora técnica de la revista El boletín de la moda revista continuada por El boletín de la nueva moda hasta finales de los años 70. En 1970 cerró su casa de costura y continuó trabajando con el nombre Asunción Bastida S. A. hasta 1975. Está representada en la Colecció Textil Antoni de Montpalau y en la colección de moda del Museo del Diseño de Barcelona, donde se conserva también su archivo.